# Angelo Coronel
Angelo Mário Coronel de Azevedo Martins (Coração de Maria, 3 de maio de 1958), conhecido como Angelo Coronel, é um engenheiro civil, empresário e político brasileiro, filiado ao Partido Social Democrático (PSD). Atualmente, é senador. Foi, no biênio 2017–2018, presidente da Assembleia Legislativa do Estado da Bahia.

## Vida pessoal
O cognome "Coronel", incorporado ao seu registro, tem origem na infância e dado pelo pai fazendeiro Orlando Alves Martins.
Angelo Coronel cursou o primário na Escola D. Pedro II, em Coração de Maria. Quando ainda tinha nove anos de idade, foi enviado para Salvador, onde fez internato no Colégio 2 de Julho. Em 1974, Angelo Coronel estudou no Colégio Santo Antônio, em Feira de Santana. Quatro anos depois, fez o curso de Instrumentista na Escola Técnica Federal da Bahia (ETFBA) e na União de Cursos da Bahia (UCBA), em Salvador.[carece de fontes?]
Formou-se no ano de 1987 em Engenharia Civil pela Universidade Federal da Bahia (UFBA) e, no mesmo ano, especializou-se em Tecnologia em Concreto e Matemática Financeira, no Clube de Engenharia.
Em 2 de maio de 1981 casou-se com Eleusa Margarida Silva Cerqueira Martins, em cerimônia realizada no município de Coração de Maria.  O casal teve como resultado da união, que já dura 37 anos, os filhos Angelo Mário Filho (nascido em 18 de novembro de 1981) e Diego Henrique Silva Cerqueira Martins (nascido em 22 de janeiro de 1983). O mais novo dos herdeiros segue os passos do pai na política. Diego Henrique Silva Cerqueira Martins foi prefeito de Coração de Maria (2009–2012).

## Carreira política
Principais cargos e funções na esfera política:
- Já formado em engenharia civil, Coronel foi inspirado pelo próprio sogro, Sinfrônio Martins Cerqueira Filho, a iniciar a carreira política. Ele foi mais um integrante da família a exercer a função de prefeito de Coração de Maria. Antes dele, seu avô, Afonso Alves Martins, já havia liderado o Executivo municipal.
- Em 1988, foi eleito prefeito do município em que nasceu pelo Partido do Movimento Democrático Brasileiro (PMDB). Durante a gestão, Angelo Coronel construiu o hospital Angelo Martins,[6] o hospital é gerido pela Fundação Afonso Alves Martins, criação do próprio Angelo Coronel em homenagem ao avô.
- Na gestão como prefeito de Coração de Maria (1989-1992) Angelo Coronel foi o responsável pela implementação da iluminação pública e pelo fornecimento de água potável no município.
- Deputado estadual pelo Partido da Social Democracia Brasileira (PSDB) (1995-1999);[7]
- Assumiu o mandato de suplente de deputado estadual entre fevereiro de 2001 e março de 2002 pelo Partido Liberal (PL).
- Eleito deputado estadual pelo Partido Liberal (PL),[8] para o mandato 2003-2007, e reeleito (2007-2011).[9]
- Eleito deputado estadual pelo Partido Progressista (PP) (2011-2015).
- Reeleito deputado estadual pelo PSD (2015-2019).[10]
- Em 2017, assumiu como presidente da Assembleia Legislativa do Estado da Bahia (Alba),[11] função que exerce atualmente na Casa Legislativa.[12]
- Em 2018, foi condenado pela Justiça Eleitoral a pagar multa de 5 mil reais por fazer propaganda ilegal antecipada para as eleições de 2018.[13]
- Em 2018, o jornal Folha de S.Paulo denunciou que entidades ligadas a Ângelo Coronel lucravam com contratos públicos ilegais com a Assembleia Legislativa da Bahia.[14]

### Presidência do parlamento estadual
Em seu primeiro ano como presidente da Alba, Angelo Coronel conseguiu enxugar as despesas da Casa Legislativa. No balanço anual, a presidência apresentou o superávit de R$ 555 mil – quantia devolvida aos cofres públicos do Estado. Esta foi a primeira vez na história da Assembleia Legislativa do Estado da Bahia que a Casa realizou devolução. Nas gestões anteriores, o comum era estourar o orçamento e pedir suplementação junto ao Tesouro estadual ao fim de cada ano. Com a devolução, instituições como os hospitais Aristides Maltez, Ana Nery e Martagão Gesteira foram beneficiadas. A redução de custos foi possível graças a medidas tomadas por Coronel. O deputado realizou a contratação dos aprovados em concurso e rescindiu com os terceirizados, o que impactou na economia anual de quase R$ 4 milhões. Além disso, reduziu em 80% as contas telefônicas e o uso de papel para digitalização, economizando em mais de 400 mil documentos.
Logo no início de sua gestão no gabinete presidencial da ALBA, o deputado Angelo Coronel cumpriu uma de suas promessas para o pleito, com o fim da reeleição para a presidência da Casa em uma mesma legislatura. A aprovação da Casa Legislativa contou com 47 votos. Desde então, os futuros presidentes da Assembleia Legislativa da Bahia terão um mandato de dois anos, sendo proibida a reeleição imediatamente subsequente.  
A Assembleia de Carinho surgiu de uma conversa entre o deputado Angelo Coronel e a esposa Eleusa Coronel. Da ideia surgiu um grupo – formado por deputadas e esposas de deputados - que se comprometeu a humanizar a Assembleia Legislativa da Bahia. Coordenadas pela primeira-dama Eleusa Coronel, as ações do “Carinho” têm ganho uma dimensão ainda maior, permitindo a construção de laços de solidariedade com instituições filantrópicas, mitigando o sofrimento das pessoas. Entre as atividades da Assembleia de Carinho está a intermediação de doações, com resultados cada vez mais expressivos, visto que a instituição promove a aproximação de quem precisa com quem deseja contribuir com causas sociais.

## Assembleia Legislativa da Bahia
O jornal correio24horas, em matéria, afirmou que o senador Angelo Coronel teria causado um rombo de R$ 183 milhões na Assembleia Legislativa do Estado da Bahia.
Foi noticiado que Angelo Coronel teria gasto 566 mil reais com empresas de sua família quando era deputado estadual da Bahia,.
Não se tem notícias de que o Tribunal de Contas do Estado e o Ministério Público da Bahia tenham tomado alguma providência sobre o assunto. 